# Актиноліт
Актинолі́т (грец. ακτις — промінь, λιθος — камінь, тобто «променистий камінь», рос. актинолит; англ. actinolite; нім. Aktinolith, Strahlstein) — породотвірний мінерал класу силікатів. Метасилікат стрічкової будови з групи амфіболів, зустрічається у вигляді променистих агрегатів зеленого кольору.
Від грецького — актинос, що означає «промінь» з посиланням на волокнистий характер актиноліту. Містить як залізо, так і магній і має декілька різновидів.

## Склад та характеристики
Хім. склад: Ca2(MgFe)5 [Si4O11]2[ОН]2. Домішки MnO (до 7,4 %), Al, Fe3+. Сингонія моноклінна. Густина 3,2-3,3. Твердість 5,5-6. Блиск скляний, шовковистий. Утворює променисті, азбестоподібні волокнисті агрегати; рідше — щільна заплутано-волокниста маса — нефрит. Колір зелений різних відтінків. Спайність довершена в одному напрямі. Актиноліт — типовий метасоматичний мінерал. Широко розповсюджений у сланцях низького рівня регіонального метаморфізму, в зонах зміни гіпербазитів, скарнах. Кінцевий продукт зміни піроксенів у процесі уралітизації. Акцесорний мінерал деяких кислих порід, пегматитів і карбонатитів. Головний породоутворюючий мінерал кристалічних сланців.
Розрізняють: актиноліт-азбест (тонковолокниста відміна актиноліту, яка може витримувати, не змінюючись, високі температури); актиноліт марганцевистий (відміна актиноліту, яка містить до 6 % MnO); актиноліт променистий (те саме, що актиноліт-азбест); актиноліт склуватий (відміна актиноліту у формі довгих яскраво-зелених кристалів).
Використовується у промисловості як кислото- і вогнетривкий матеріал. В Україні відомий у Криворізькому районі та в Приазов'ї.

## Колір
Зелений колір актиноліта обумовлений наявністю в ньому з'єднань заліза. Актиноліт нерідко входить в склад інших мінералів. Наприклад, волокнисті включення актиноліта створюють ефект "котячого ока" в кварці.

## Родовища
Мінерал добувають в Китаї, Новій Зеландії, Канаді і Росії (в районі озера Байкал). На території Східної Африки іноді знаходять прозорі кристали актиноліта коричневого та зеленого кольору. Такі камні огранюють, після чого використовують у ювелірних прикрасах.

## Староукраїнські назви
Лучак, лучовик — стара українська назва актиноліту.